# Sèrra de Vacanera
La Sèrra de Vacanera és una serra situada al municipis de Bausen a la comarca de la Vall d'Aran i França, amb una elevació màxima de 2.194 metres.